# 学校法人創価学園
学校法人創価学園（がっこうほうじんそうかがくえん）は、日本の学校法人。

## 概要
就学前教育機関（幼稚園）・初等教育機関（小学校）・中等教育機関（中学校・高等学校）を有する学校法人。創立者は池田大作（創価学会名誉会長・創価学会インタナショナル会長）。
仏教系の日蓮仏法を信仰する宗教団体（宗教法人）である創価学会と関わりがある学校法人であるが、創価学会の教義に基づく宗教教育は施されていない。
在籍する児童・生徒の大多数は創価学会の信者（いわゆる創価学会員）である。ただし、非信者の子弟も入学・在籍・卒業でき、入学試験の採点や児童・生徒に対する処遇、成績評価等の面で信者・非信者の区別は一切無い。
同系列の学校法人として、高等教育機関（大学・短期大学）を有する学校法人創価大学がある。

## 主な役員
- 小島和哉（理事長、法人本部長）
- 池田尊弘（副理事長、主事）
- 中川恵夫（常任理事、東京学園長）
- 中西均（常任理事、関西学園長）

- 長谷川重夫（常任顧問、学園元理事長、創価大学常任顧問、創価学会理事長）
- 原田稔（最高顧問、創価大学最高顧問、創価学会会長）

## 設置している就学前・初等・中等教育機関
- 札幌創価幼稚園 （北海道札幌市豊平区）
- 東京創価学園
  - 東京創価小学校 （東京都小平市/国分寺市）
  - 創価中学校・高等学校 （東京都小平市）
- 関西創価学園
  - 関西創価小学校 （大阪府枚方市）
  - 関西創価中学校・高等学校 （大阪府交野市）

## 沿革
- 1968年 - 学校法人創価学園創立。男子校として創価中学校・高等学校開校
- 1973年 - 創価女子中学校・高等学校開校
- 1976年 - 札幌創価幼稚園開園
- 1978年 - 東京創価小学校開校
- 1982年 - 創価中・高を男女共学校へ改組
創価女子中・高を男女共学校へ改組に伴い、関西創価中学校・高等学校に改称
関西創価小学校開校

## 教育方針や理念、思想

### 教育理念
創価学園の教育理念としては、
とされている。

### 教育方針
- 健康な英才主義
- 人間性豊かな実力主義

### モットー
- 英知・栄光・情熱
- 良識・健康・希望

### 平和教育原点の指針
- 「他人の不幸の上に 自分の幸福を築くことはしない」

### 校訓
- 真理を求め、価値を創造する、英知と情熱の人たれ
- 決して人に迷惑をかけず、自分の行動は自分で責任をとる
- 人には親切に、礼儀正しく、暴力を否定し、信頼と協調を重んずる
- 自分の信条を堂々と述べ、正義のためには勇気をもって実行する
- 進取の気性に富み、栄光ある日本の指導者、世界の指導者に育て

### 創価学園の五原則
- 生命の尊厳
- 人格の尊重
- 友情の深さ・一生涯の友情
- 暴力の否定
- 知的・知性的人生たれ！

### 創価学園の合言葉
- 先輩は後輩を、弟・妹のようにかわいがって、大切にしていかねばならない
- 後輩は先輩を、兄・姉のように尊敬していかねばならない
- 絶対に暴力やいじめを許してはならない

### 五項目
- 伝統
- 平和
- 躾
- 教養
- 青春

## 校章とスクールカラー

学園旗

校章は、中央にペン、その左右に鳳雛の羽を図案化している。ペンは英知を表し、鳳雛の羽は未来への雄飛を意味する。スクールカラーの青は「英知」、黄は「栄光」、赤は「情熱」の意味が込められている。

## 系列校

### 国内
- 日本
  - 学校法人創価大学
    - 創価大学（経済学部・経営学部・法学部・文学部・教育学部・理工学部・看護学部・国際教養学部）
    - 創価女子短期大学（現代ビジネス学科・英語コミュニケーション学科）

### 国外
- アメリカ合衆国
  - アメリカ創価大学
- ブラジル
  - ブラジル創価学園（小学校・中学校・高校）
  - ブラジル創価幼稚園
- 香港
  - 香港創価幼稚園
- 韓国
  - 韓国幸福幼稚園
- マレーシア
  - マレーシア創価幼稚園
  - 創価インターナショナルスクールマレーシア
- シンガポール
  - シンガポール創価幼稚園